# Casa della Corporazione dei Macellai
La Casa della Corporazione dei Macellai, in tedesco Knochenhaueramtshaus (letteralmente: "Casa di Rappresentanza della Gilda dei Macellai"), è un imponente edificio a graticcio antica sede della Corporazione dei Macellai.  
Si affaccia sul lato ovest della storica Piazza del Mercato di Hildesheim, in Germania.
Edificio simbolo della città, è considerato una delle sue più pregevoli attrazioni turistiche. Con i suoi otto piani, per un totale di 26 metri di altezza, è considerato una delle case a graticcio più monumentali della Germania.
Nel 2006, in un sondaggio della Norddeutscher Rundfunk, è stato votato come il più bello tra 100 edifici-simbolo della Germania del Nord.

## Storia e descrizione

### La costruzione

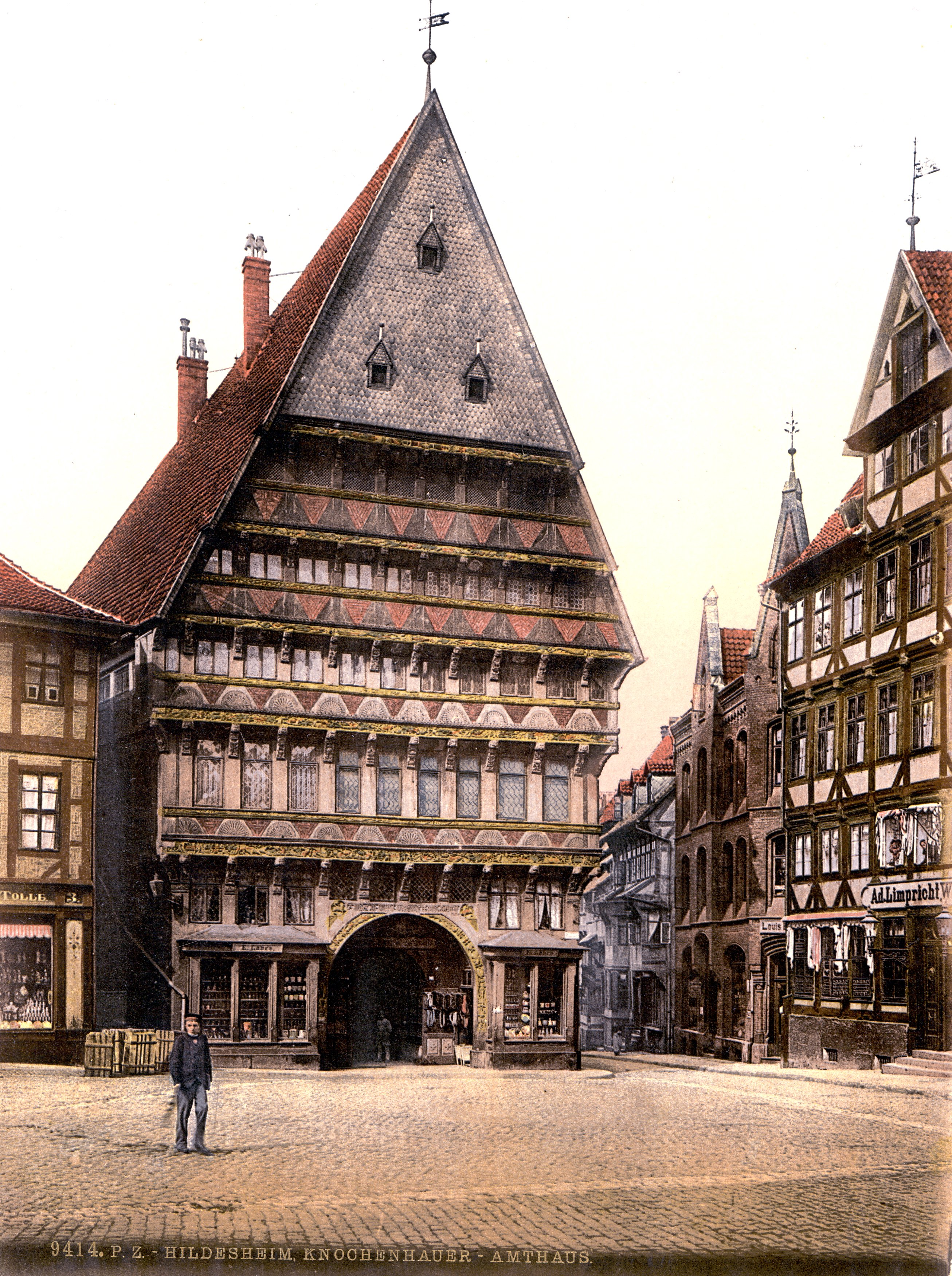
La casa in una foto del 1900.

La costruzione dell'edificio venne commissionata dalla potente e florida Corporazione dei Macellai, come propria prestigiosa sede, e venne edificata nel corso dell'anno 1529, di fronte al Palazzo Comunale. A Hildesheim vi erano tre edifici appartenenti alla gilda: il Knochenhaueramtshaus era il più monumentale dei tre. La data di costruzione è incisa sul portale principale, che recita: Anno Dnj. dusent. vyff-hundert twittich. ude* neghen.
Il nome dell'architetto non è stato tramandato.
L'edificio poggiava su una cantina trivoltata, realizzata in blocchi di pietra, con i muri spessi fino a 1,4 metri, al fine di garantire una bassa temperatura che consentisse la conservazione delle carni ivi depositate.
Acquistato dal comune dopo alcuni decenni di abbandono seguiti alla soppressione della Gilda da parte del regime napoleonico, venne restaurato nel 1852-53. La facciata che guardava sulla Piazza del Mercato venne decorata con pannelli dipinti da Georg Bergmann (1821-1870), raffiguranti antichi proverbi e leggende legate alla storia della città.
L'edificio, costruito nel periodo di transizione tra il Gotico e il Rinascimento, racchiudeva in sé elementi di entrambi gli stili: pienamente gotico nel disegno architettonico complessivo con la sua alta ghimberga e lo slanciato tetto a falde, sfoggiava un'opulenta decorazione rinascimentale intagliata nelle mensole che sostenevano i piani a sporto della facciata, la cui sommità si protendeva con uno sbalzo di ben 2,40 m sopra la parte basamentale.
Nel XIX secolo, Viollet-le-Duc aveva celebrato la costruzione per la sua bellezza, imponenza ed armoniosità.
E lo storico dell'arte Georg Dehio (1850-1932) l'aveva descritta come "Das monumentalste unter den Holzhäusern Deutschlands" (la più monumentale tra le case a graticcio della Germania).

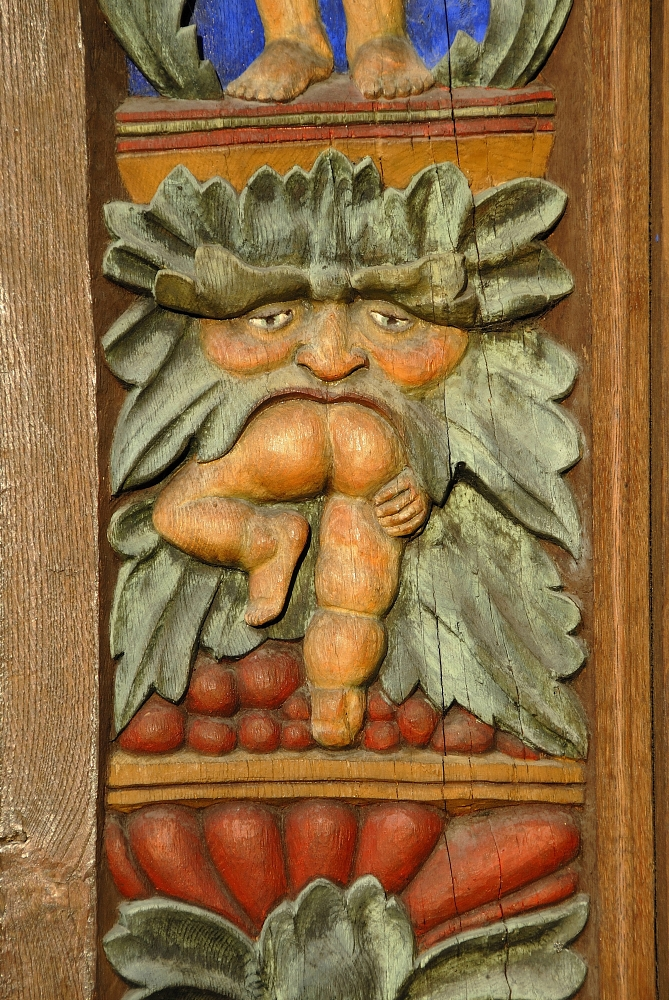
Dettaglio del portale principale del Knochenhaueramtshaus

Il 1º agosto 1884 un furioso incendio distrusse gli ultimi 4 piani. L'edificio venne ricostruito fedelmente: entro il marzo del 1886 i lavori poterono considerarsi conclusi.
Diventato nel frattempo il simbolo della città, quest'ultima organizzò nel 1929 solenni festeggiamenti per il quattrocentesimo anniversario della sua costruzione. 16 anni dopo sarebbe stato solo un ricordo.

## La distruzione
Come tante altre città tedesche, anche Hildesheim conobbe l'orrore dei bombardamenti incendiari effettuati dall'aviazione alleata durante la seconda guerra mondiale. Tra il 1943 e il 1944 il potere distruttivo delle incursioni aeree era enormemente aumentato. Le città vicine iniziarono a subire danni spaventosi al tessuto urbano e alle opere d'arte: nel 1943 Hannover era stata pesantemente colpita; nel 1944 fu la volta di Braunschweig, distrutta al 90%. Il concilio cittadino di Hildesheim prese in considerazione l'idea di smantellare il Knochenhaueramtshaus per salvarlo dalle incursioni. L'idea venne però accantonata per la difficoltà di realizzazione e per la mancanza di fondi. I primi bombardamenti su Hildesheim iniziarono alla fine di luglio del 1944, ma la città vecchia non subì gravi danni fino all'inizio del 1945. Il 22 febbraio vi fu il primo attacco particolarmente pesante, che distrusse o danneggiò oltre 200 case del centro, senza però colpire l'area della Piazza del Mercato. Seguirono i bombardamenti del 3 e 19 marzo, ma il Knochenhaueramtshaus scampò ancora alla distruzione.
La catastrofe arrivò inaspettata il 22 marzo 1945, a poche settimane dalla fine del conflitto, quando la città fu attaccata nuovamente in pieno giorno dall'aviazione anglo-canadese, che sganciò sopra il centro storico oltre 1000 tonnellate di bombe (per l'esattezza 438,8 di bombe dirompenti e 624 di spezzoni incendiari). Il nucleo antico di Hildesheim era costituito da centinaia di case ad intelaiatura in legno, perciò per i vigili del fuoco fu impossibile arginare o circoscrivere gli incendi; il legno antico che sorreggeva le dimore storiche si rivelò un combustibile ideale: i fuochi si unirono rapidamente formando un gigantesco rogo che portò all'annientamento pressoché totale della città e causò la morte di 1736 persone. Il bombardamento vero e proprio, concentrato sul centro per scatenare la tempesta di fuoco, durò appena 17 minuti e cancellò XI secoli di storia. L'8 aprile successivo le forze alleate di terra fecero l'ingresso tra le rovine di una città semideserta.
Secondo le testimonianze di alcuni sopravvissuti all'attacco, il Knochenhaueramtshaus non venne colpito direttamente dalle bombe dirompenti ma, per effetto della propagazione delle fiamme da un edificio all'altro (alimentata dagli spezzoni incendiari), bruciò anch'esso completamente: i pochi soccorritori che riuscirono a raggiungere la Piazza del Mercato per trarre in salvo la gente rifugiata nelle cantine, videro, intorno alle 17.00, l'edificio che crollava divorato dal fuoco.

### La ricostruzione

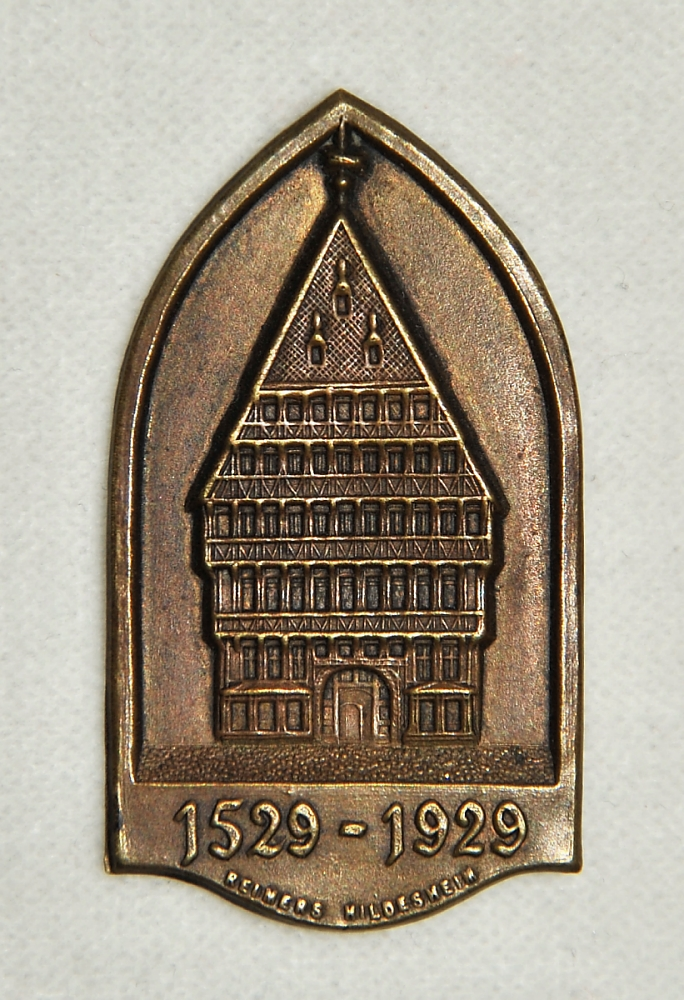
Spilla celebrante i 400 anni del Knochenhaueramtshaus

Negli anni immediatamente successivi al conflitto, data la carenza cronica di alloggi per la popolazione e la povertà di risorse e mezzi, anche a Hildesheim fu data priorità alla veloce ricostruzione del centro storico in rovina con case in cemento piuttosto semplici e anonime. L'idea di riedificare il Knochenhaueramtshaus era stata peraltro considerata già nel primissimo dopoguerra (negli anni 1946-49 il dibattito era stato molto acceso), ma la ricostruzione degli edifici storici distrutti venne via via rimandata. Poi nel 1950 il concilio cittadinò si espresse contro una ricostruzione veloce del Knochenhaueramtshaus e, al contempo, optò per un ampliamento della piazza rispetto alle dimensioni originarie. Negli anni immediatamente successivi edifici moderni presero il posto delle antiche costruzioni e la superficie della piazza venne ampliata verso nord, sul sito occupato un tempo dalla Stadtschänke, la Rokokohaus e la Wollenwebergildehaus; solo il Municipio e il Tempelhaus (unici edifici scampati parzialmente alla distruzione) vennero restaurati, il primo in forma molto semplificata. L'area dove sorgevano il Knochenhaueramtshaus e il Bäckeramtshaus venne però lasciata libera. Ma nel 1960, contro la volontà della maggioranza dei cittadini, venne deciso di costruirvi sopra un albergo. L'hotel "Rose", progettato dall'architetto Dieter Oesterlen (1911-1994) e inaugurato nel 1963, non fu mai ben visto dagli abitanti di Hildesheim, che consideravano quasi un sacrilegio violare il suolo sul quale per secoli era esistito il Knochenhaueramtshaus.

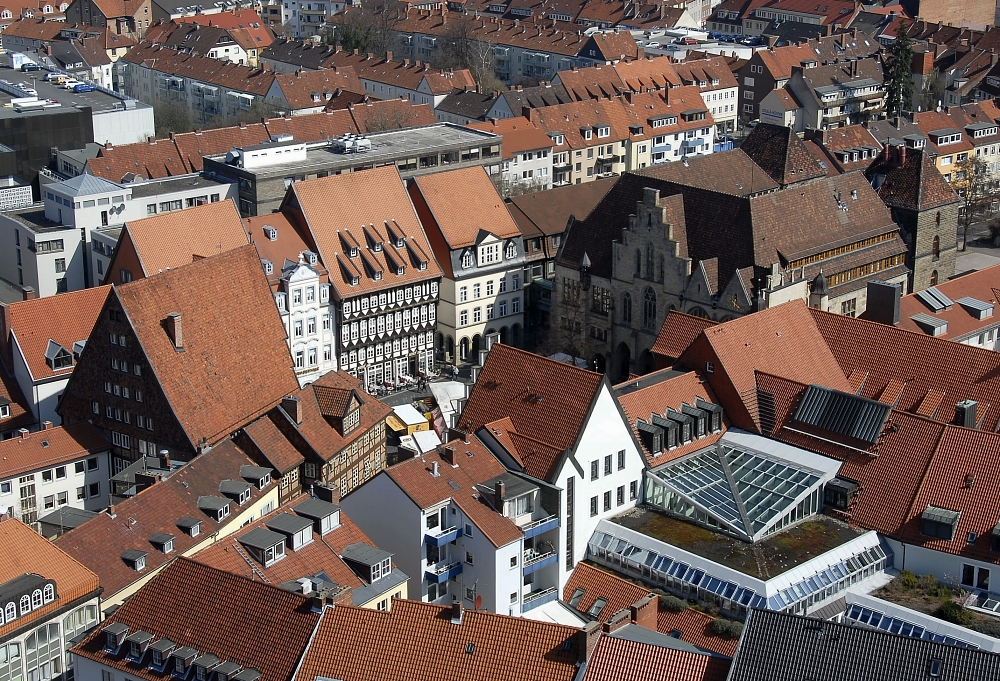
La Piazza del Mercato di Hildesheim vista dal campanile di Sant'Andrea

La parentesi dell'hotel "Rose" durò poco più di vent'anni, poi la gestione fece bancarotta. Nel frattempo era nata, nel 1970, la Gesellschaft für den Wiederaufbau des Knochenhauer-Amtshauses e V, che aveva come fine la ricostruzione della storica casa. L'associazione promuoveva il desiderio di larga parte della cittadinanza di Hildesheim, la quale voleva restituire seppur in minima parte un'identità al centro storico sconciato dai bombardamenti, ricostruendo alcuni dei più famosi edifici che lo abbellivano un tempo e lasciando alla posterità un'idea di quella che era stata la Hildesheim anteguerra, con le sue celebrate architetture a graticcio; e il Knochenhaueramtshaus ne era senza dubbio l'esempio più importante e artisticamente rilevante.
Essendo il suolo originale ingombrato dall'hotel "Rose", in questi primi anni vennero passate al vaglio diverse ipotesi volte a trovare un'area destinata ad ospitare l'edificio che si voleva riedificare; venne cercata una possibile area in vari luoghi della città: ad esempio la piazza retrostante il Rathaus, oppure la Godehardsplatz, a fianco della chiesa romanica di St. Godehard, nell'unica parte della città parzialmente risparmiata dalla distruzione del 1945, dove erano sopravvissute parecchie case a graticcio originali. Ma le soluzioni apparivano sempre inestetiche o di difficile realizzazione. Nei primi anni Ottanta la situazione mutò repentinamente: la Sparkasse di Hildesheim decise di abbattere la propria sede, ritenuta ormai troppo angusta, che occupava il lato sud della piazza del mercato e di riedificarla ricreando i prospetti degli edifici che vi si affacciavano prima della guerra. Nel 1983 riapparvero, dopo quasi quarant'anni, le facciate ornamentali della Wedekindhaus, Lüntzelhaus, e Rolandhaus. Era stato dato finalmente il via al gigantesco progetto di ricostruzione dell'intera piazza. Il 21 aprile 1986 il concilio deliberò la ricostruzione del Bäckeramtshaus e del Knochenhaueramtshaus e, nell'ottobre dello stesso anno, si poté quindi dare inizio alla demolizione dell'hotel "Rose" ormai in abbandono. Nel corso dei lavori di smantellamento vennero alla luce i muri in pietra della cantina, risalente al 1529, unico resto dell'edificio originale.
La prima pietra del nuovo edificio venne posata il 27 ottobre dell'anno successivo. A metà gennaio del 1989 fu celebrata la festa del completamento del tetto e, finalmente, il 29 novembre dello stesso anno vi fu la solenne inaugurazione. Nel corso del 1994 venne infine completata la decorazione policroma delle facciate.

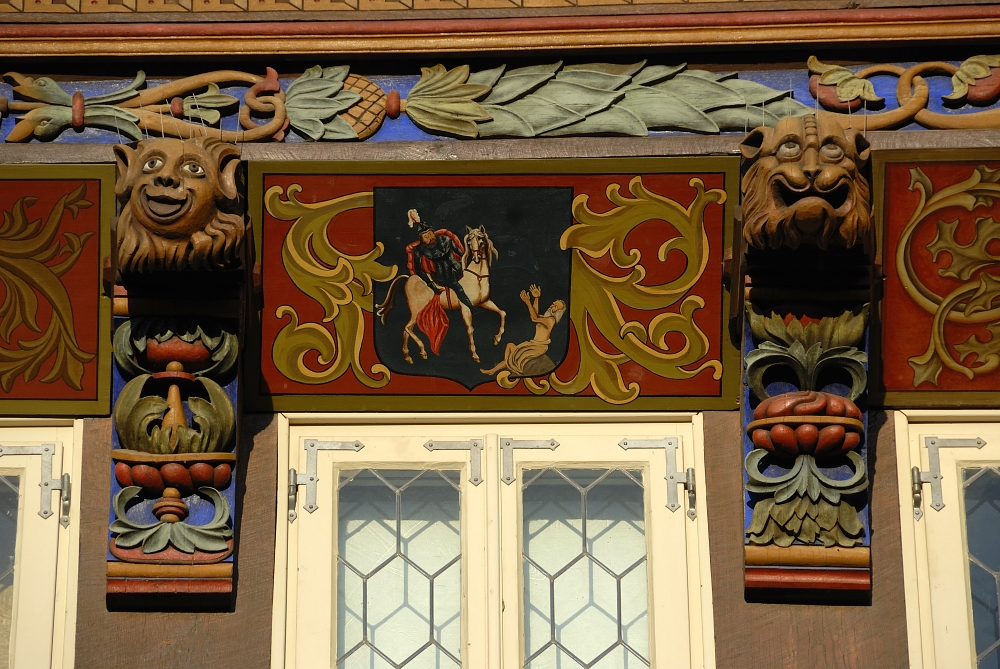
Dettaglio della facciata principale

Si poté arrivare alla realizzazione dell'opera con il sostegno finanziario di banche, mecenati, fondazioni pubbliche e private, ma soprattutto grazie alla forte determinazione dei cittadini di Hildesheim e delle loro numerosissime donazioni spontanee. Molti abitanti misero inoltre a disposizione fotografie, disegni e stampe antiche ed alcuni anziani diedero consigli e suggerimenti basati sulla memoria che conservavano dell'edificio originale. Inoltre erano stati conservati anche alcuni calchi in gesso e acquerelli raffiguranti dettagli della decorazione lignea delle facciate e delle colorazioni utilizzate nei vari restauri dell'edificio.
Per la realizzazione dell'opera sono stati impiegati 400 metri cubi di legno di quercia, 7.500 chiodi e oltre 4.300 giunti di legno. Come copertura del tetto a spioventi sono state utilizzate 19.000 tegole vecchie di 150 anni.
Il costo totale dell'opera ammonta a 13,6 milioni di marchi.
Dal 1990, i piani superiori ospitano il museo civico (Stadtmuseum), mentre al pian terreno è stato aperto un ristorante.
Da allora, manifestazioni ed eventi importanti della città hanno avuto quasi sempre come sfondo il Knochenhaueramtshaus e gli edifici storici della Piazza del Mercato. Inoltre, ogni fine novembre viene allestito un suggestivo mercatino di natale (Weihnachtsmarkt), con decorazioni ed illuminazione natalizie: Il cuore antico di Hildesheim è ormai ritornato a battere come un tempo.

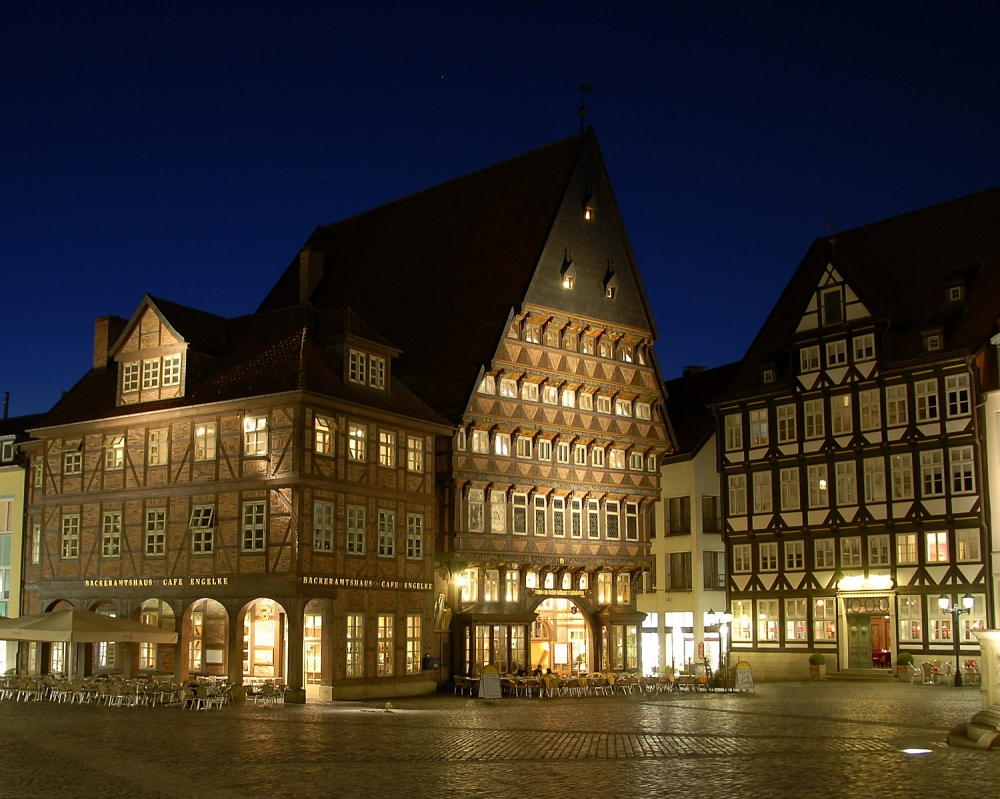
Knochenhaueramtshaus & Bäckeramtshaus, Hildesheim

### Cronologia
1529: costruzione del Knochenhaueramtshaus
1809: soppressione della Gilda dei Macellai.
1810: acquisto dell'edificio da parte di 14 ex membri della Gilda.
1853: acquisizione da parte del comune, restauro generale. Nuove decorazioni con pannelli dipinti raffiguranti leggende e proverbi cittadini sulla facciata principale.
1884, 1º agosto: un furioso incendio distrugge gli ultimi 4 piani.
1912: elevazione a rango di Kunstgewerbehaus.
1929: festeggiamenti per i 400 anni della costruzione.
1945, 22 marzo: distruzione completa del Knochenhaueramtshaus durante un bombardamento aereo.
1950, 14 aprile: il concilio cittadino decide di ampliare la superficie della Piazza del Mercato e vota contro una ricostruzione rapida del Knochenhaueramtshaus.
1960, 5 settembre: viene approvato il progetto di un hotel, che dovrà sorgere sul sito del Knochenhaueramtshaus.
1963, 24 ottobre: inaugurazione dell'hotel “Rose”.
1970, 8 maggio: fondazione della Gesellschaft für den Wiederaufbau des Knochenhauer-Amtshauses e V.
1983, 14 marzo: il concilio cittadino decide di riportare la Piazza del Mercato alle sue dimensioni originali.
1983, 15 marzo: la cassa di risparmio (Sparkasse Hildesheim) decide di ricostruire la facciata originale della Wedekindhaus.
1986, 17 gennaio: fondazione della Bürgergemeinschaft Marktplatz Hildesheim.
1986, 21 aprile: il concilio cittadino delibera la ricostruzione del Knochenhaueramtshaus e del Bäckeramtshaus.
1986, 13 ottobre: inizia lo smantellamento dell'hotel "Rose".
1987, 27 ottobre: cerimonia di posa della prima pietra.
1989, 15 gennaio: Richtfest (festa del completamento del tetto).
1989, 29 novembre: solenne inaugurazione del ricostruito Knochenhaueramtshaus.
1990, 22 marzo: apertura del museo civico nei piani superiori.
1994, 4 agosto: completamento della decorazione policroma della facciata principale.
1994, 28 novembre: completamento della decorazione del lato nord, con pannelli dipinti a tema “guerra e pace”.